# Харви, Кармел Бернон
Кармел Бернон Харви-младший (англ. Carmel Bernon Harvey Jr.; 6 октября 1946 — 21 июня 1967) — солдат армии США, удостоенный высочайшей военной награды США — медали Почёта за свой подвиг в ходе Вьетнамской войны.
Харви вступил в ряды армии США из своего родного города Хегевиш, общины Чикаго (штат Иллинойс) в 1965 году. По состоянии на 21 июня 1967 года служил специалистом четвёртого ранга в роте В 1-го батальона 5-го кавалерийского полка 1-й кавалерийской (аэромобильной) дивизии. В ходе перестрелки 21 июня в провинции Биньдинь Южного Вьетнама вражеская пуля попала в ручную гранату, закреплённую на его поясе и поставила её на боевой взвод. Харви не удалось сорвать гранату с пояса и он бросился к вражеской пулемётной позиции. Граната взорвалась, погубив его жизнь и моментально подавив вражеский огонь.
Харви, которому было 20 лет к моменту гибели был похоронен на кладбище Cedar Park в округе Калумет (штат Иллинойс). В его честь были названы:
- Колледж Олив-Харви, один из городских колледжей Чикаго (также в честь Милтона Олива, награждённого медалью Почёта)
- Фитнес-центр в Форт-Худ
- Аудитория в хай-скул Джорджа Вашингтона в Чикаго, которая обслуживает его родную общину Хегевиша,

### Наградная запись к медали Почёта
За выдающуюся храбрость и отвагу [проявленную] в бою с риском для жизни при выполнении долга службы и за его пределами. Специалист четвёртого ранга Харви отличился возглавляя звено роты В в ходе боевых действий. Получив приказ обеспечить безопасность упавшего вертолёта, его взвод создал защитный периметр вокруг летательного аппарата, но вскоре после этого крупный вражеский отряд атаковал позицию с трёх сторон. Специалист четвёртого ранга Харви и два бойца из его отделения оказались прямо на пути вражеской атаки, и попали под плотный огонь вражеского пулемёта. Его два товарища сразу же были ранены, но специалисту четвёртого ранга Харви удалось скомпенсировать потерю, усилив точный огонь из винтовки по неприятелю. По-видимому, вражеский пулемётчик сконцентрировал огонь по нему, пули вспахали всю землю вокруг его позиции. Одна из пуль угодила в гранату, закреплённую на его поясе, и поставила её на боевой взвод. Он незамедлительно попытался сорвать гранату, но безуспешно. Понимаю всю опасность для товарищей в случае если он останется [на месте] и невзирая на град вражеского огня он вскочил на ноги, прокричал вызов неприятелю и бросился к смертоносному вражескому пулемёту. Он почти достиг вражеской позиции, когда граната на его поясе взорвалась, нанеся смертельные ранения специалисту четвёртого ранга Харви и оглушив расчёт вражеского пулемёта. Его последнее [в бою] действие вызвало перерыв во вражеской стрельбе и раненые солдаты смогли покинуть опасную позицию. Самоотверженное выполнение долга специалистом четвёртого ранга Харви, высокое чувство ответственности и героические действия побудили других солдат его взвода к решительному отражению вражеской атаки. Своими действиями он поддержал высочайшие традиции военной службы и заслужил великую честь для себя и армии США.
Оригинальный текст (англ.)
For conspicuous gallantry and intrepidity in action at the risk of his life above and beyond the call of duty. Sp4 Harvey distinguished himself as a fire team leader with Company B, during combat operations. Ordered to secure a downed helicopter, his platoon established a defensive perimeter around the aircraft, but shortly thereafter a large enemy force attacked the position from 3 sides. Sp4 Harvey and 2 members of his squad were in a position directly in the path of the enemy onslaught, and their location received the brunt of the fire from an enemy machine gun. In short order, both of his companions were wounded, but Sp4 Harvey covered this loss by increasing his deliberate rifle fire at the foe. The enemy machine gun seemed to concentrate on him and the bullets struck the ground all around his position. One round hit and armed a grenade attached to his belt. Quickly, he tried to remove the grenade but was unsuccessful. Realizing the danger to his comrades if he remained and despite the hail of enemy fire, he jumped to his feet, shouted a challenge at the enemy, and raced toward the deadly machine gun. He nearly reached the enemy position when the grenade on his belt exploded, mortally wounding Sp4 Harvey, and stunning the enemy machine gun crew. His final act caused a pause in the enemy fire, and the wounded men were moved from the danger area. Sp4 Harvey's dedication to duty, high sense of responsibility, and heroic actions inspired the others in his platoon to decisively beat back the enemy attack. His acts are in keeping with the highest traditions of the military service and reflect great credit upon himself and the U.S. Army.